# Live in Cleveland
Live in Cleveland ist ein Jazzalbum von Sun Ra. Die am 30. Januar 1975 in Cleveland entstandenen Aufnahmen erschienen 2009 auf dem Leo-Records-Sublabel Golden Years of New Jazz.

## Hintergrund
Das Jahr 1975 sei ein Jahr starker Veränderungen für das Team von Sun Ra gewesen, hieß es in All About Jazz, ein Jahr voller Konzerte in Clubs und an Universitäten, ein Jahr, in dem er im jährlichen Down-Beat-Ranking in den Kategorien Orgel und Synthesizer führte, das Jahr des Eintritts der Trompeter Ahmed Abdullah und Michael Ray in das Arkestra (die jedoch noch nicht in Cleveland auftraten), und ein Jahr der Erforschung der neuesten Aspekte afroamerikanischer Musik, nicht zuletzt der Discomusik.
Der Auftritt fand sieben Monate nach seinem Konzert in Windsor, Ontario (It Is Forbidden: At the Ann Arbor Blues & Jazz Festival in Exile 1974), dem Studioalbum Sub Underground, Konzerten an der Temple University und einer Probensession in San Francisco (erschienen 2007 auf The Lost Reel Collection, Vol. 4: Dance of the Living Image) statt.

## Titelliste
- Sun Ra: Live in Cleveland (Golden Years Of New Jazz GY 29)[3]

1. Astro Nation (Of the United World in Outer Space) 11:00
2. Enlightenment (Hobart Dotson, Sun Ra) 2:10
3. Love in Outer Space 9:30
4. Theme of the Stargazers / The Satellites Are Spinning 2:30
5. Friendly Galaxy 2 / I Am the Brother of the Wind / I, Pharaoh 12:49
6. Synthesizer Solo 8:32
7. Sophisticated Lady (Duke Ellington) 14:07

Wenn nicht anders vermerkt, stammen die Kompositionen von Sun Ra.

## Rezeption
Phil Johnson schrieb in The Independent, die Aufnahme sei weit entfernt von Hi-Fi, aber diese Session von 1975 halte das Arkestra in absolut beeindruckender Form fest und gleichzeitig an einem musikalischen [Wende]punkt – Sun Ra traf auf Disco und Proto-Rap –, der dabei die Kontinuitäten betont habe, die häufig schwarze Musik verbinden.
Der Mitschnitt von 1975 sei „fantastischer Sun Ra!“, hieß es in der italienischen Redaktion von All About Jazz. Dieses Konzert beginnt, obwohl die Qualität des Bandes nicht die beste ist, im Stil unmittelbarsten Funk-Raps, mit Dale Williams’ E-Bass, der die Stimmen der Mitglieder des Arkestra in einem „Astro Nation“ anführe, das gleichzeitig „kosmisches Evangelium und Versöhnungsmantra“ sei, so atemberaubend wie ein Gil Scott-Heron, der die Kreaturen der Galaxie in einer Blaskapelle führe. Das Konzert sei daher so etwas wie „ein sehr gezielter Sprung in das Herz des Kometen Sun Ra“, mit einem „Love in Outer Space“, das die Orgel des Bandleaders in jedem Moment mit ihrer Besessenheit erkunde und den schrägen Chor in „Theme of the Stargazers“ verbinde, hin zu „Satellites Are Spinning“, dem Riff von „Friendly Galaxy 2“ bis hin zu „I Pharoah“, das mit einem ultra-lauten Synthesizer-Solo die Grenzen des Sounds sprenge. Der Mitschnitt ende mit einer denkwürdigen Version von „Sophisticated Lady“, die verschiedene Stimmungen des Ellington-Klassikers durchquere, bevor es das Thema mit einer grotesken Melodie ausformuliere, in der die Bläser – das Saxophonteam sei hier in großartiger Form – sich auf den Weg machten und einen Bläser-Chor des Arkestra entstehen ließen, bis zum phantastischen Schluss.